# Геодетерминизам
Геодетерминизмом се назива повезивање лошег економског и политичког стања једне земље или региона, првенствено или искључиво са географским или природним узроцима.
По аргументацији геодетерминизма сиромаштво и глад у Африци, Азији и средњој Америци су проузроковани неповољним природним условима. На примјер због недостатка плодне земље, чисте воде, због неповољних климатских услова (суше и поплаве), ширења тропских болести, недостатка минералних богатстава или изолованости због удаљености итд.
Неки од појмова геодетерминизма су континенталне земље у развоју (Landlocked Developing Countries), четврти свијет (најсиромашније земље свијета без минералних богатстава). Мање познат појам је пети свијет у који се обрајају земље без природних богатстава и приступа мору.
Као типичан примјер земаља са неповољним природним условима се наводе земље Сахела (Сенегал, Мауританија, Мали, Буркина Фасо, Нигер, Нигерија, Чад, Судан, Етиопија и Еритреја).

## Критика геодетерминизма
Насупрот геодетерминистичким тврдњама, критичари повезују сиромаштво и глад са природним али и са људским факторима. Тако на примјер, варијабилна количина падавина, поплаве, суше и одрони се могу објаснити и неконтролисаном сјечом шуме и прекомјерним кориштењем природних богатстава (више жетви годишње) и сл. Мањак обрадивог земљишта је често проузрокован велепосједничким парцелисањем земљишта и узгајањем извозно оријентисаних култура. За производњу основних прехрамбених производа и ситнију пољопривредну производњу у том случају, остаје само земљиште лошијег квалитета.
Корупција међу политичарима, негативан утицај индустријских земаља као и економско-политички услови Свјетске банке и Међународног монетарног фонда се такође наводе као фактори који доприносе сиромаштву и неразвијености земаља у развоју.
Постоје и земље које су и поред неповољних природних услова развијене. Тако на примјер Швајцарска је брдовита, не посједује велике залихе минералних богатстава, има релативно оштру, хладну и дугу зиму и ипак је једна од најбогатих земаља свијета. Са друге стране, постоје земље са минералним богатствима и природним капацитетима, као Демократска Република Конго, Ангола или Судан, које се броје у једне од сиромашнијих, између осталог и због дугогодишњих грађанских ратова. У таквим случајевима се говори о „ресурсном проклетству“, када због обиља природних богатстава као нафте или дијаманата, једна земља постане циљ коруптних политичара и бескрупулозних бизнисмена.